# Nam Phước
Nam Phước is een thị trấn en tevens de hoofdplaats in het district Duy Xuyên, een van de districten in de Vietnamese provincie Quảng Nam.
Nam Phước ligt op de zuidelijke oever van de Thu Bồn en op de noordelijke oever van de Bà Rén. De Quốc lộ 1A is een belangrijke verkeersader in Nam Phước. Nam Phước heeft ruim 22.000 inwoners op een oppervlakte van 14,5 km².